# Levantamientos de izquierda contra los bolcheviques
Los levantamientos de izquierda contra los bolcheviques fueron una serie de rebeliones y levantamientos contra los bolcheviques por parte de partidos de izquierda rivales que comenzaron poco después de la Revolución de Octubre, continuaron durante la Guerra Civil Rusa y duraron hasta los primeros años del dominio soviético. Fueron dirigidos o apoyados por grupos de izquierda como algunas facciones del Partido Socialista Revolucionario, Socialistas de Izquierda-Revolucionarios, mencheviques y anarquistas. Los levantamientos comenzaron en 1918 y continuaron durante y después de la Guerra Civil hasta alrededor de 1923. Los bolcheviques abandonaron cada vez más los intentos de invitar a estos grupos a unirse al gobierno y los reprimieron por la fuerza.

## Antecedentes
Anteriormente, las partes dominantes de los mencheviques y del Partido Socialista Revolucionario habían apoyado la continuación de la participación rusa en la Primera Guerra Mundial por parte del Gobierno Provisional después de la Revolución de Febrero de 1917. Los bolcheviques llamaron a una guerra interimperialista y pidieron la derrota revolucionaria de su propio gobierno imperialista. Dentro de los mencheviques y los socialistas revolucionarios existían facciones que también se oponían a la guerra y al gobierno, pero gran parte de su liderazgo estaba involucrado en ambas. En los Días de Julio de 1917, los partidos menchevique y socialista revolucionario apoyaron la represión de los bolcheviques.
El Partido Bolchevique llegó al poder en la Revolución de Octubre de 1917 mediante elecciones simultáneas en los soviets más prominentes y un levantamiento organizado apoyado por un motín militar. Varias de las principales razones por las que gran parte de la población apoyaba a los bolcheviques eran el fin de la guerra y una revolución social, ejemplificada por el lema "Paz, Tierra, Pan".

### Socialistas Revolucionarios divididos
Los bolcheviques invitaron a los eseristas de izquierda y a los mencheviques internacionalistas de Mártov a unirse al gobierno del Sovnarkom. Los mencheviques y los derechistas se negaron entrar en el gobierno bolchevique de Lenin. La mayoría de los eseristas se separaron para formar los eseristas de izquierda y se unieron al gobierno de coalición bolchevique, apoyando la promulgación inmediata del programa de redistribución de tierras del Partido Socialista Revolucionario. A los SR de izquierda se les dieron cuatro puestos de Comisario y ocuparon altos cargos dentro de la Cheka. Los eseristas de izquierda aún divergían con los bolcheviques en el tema de la guerra.

### Prohibición del primer partido
El único partido prohibido al principio fue la pogromista Unión del Pueblo Ruso, generalmente conocida como "Las Centurias Negras".

### Divisiones anarquistas
Los anarquistas, como los socialistas revolucionarios, estaban divididos. Algunos apoyaban a los bolcheviques, ocupando posiciones menores en el gobierno, otros eran neutrales y otros se resistían activamente. Los anarquistas que apoyaron al gobierno soviético fueron llamados "anarquistas soviéticos" por los anarquistas antibolcheviques, y Lenin los elogió en agosto de 1919 como "los más dedicados partidarios del poder soviético".

## Disolución de la Asamblea Constituyente, primeras rebeliones de la Asamblea Constituyente
La convocatoria de una Asamblea Constituyente había sido una demanda al Gobierno provisional de los partidos de izquierda que el gobierno seguía retrasándola. Después de la Revolución de Octubre, las elecciones fueron convocadas por el órgano designado por el anterior Gobierno Provisional. Se basó en el sufragio universal, pero utilizó listas de partidos anteriores a la escisión entre la izquierda y la derecha. Los eseristas de la derecha ocuparon la mayoría de los escaños, pero esto reflejó lo contrario a la realidad: la mayoría de los eseristas y el pueblo eran prosoviéticos.[cita requerida] Las Tesis de Lenin sobre la Asamblea Constituyente argumentaron en Pravda que debido a los conflictos de clase, los conflictos con Ucrania y con el levantamiento de Kadet-Kaledin era imposible la "democracia formal". Argumentó que la Asamblea Constituyente debe aceptar incondicionalmente la soberanía del gobierno soviético o será tratada "por medios revolucionarios".
El 30 de diciembre de 1917, el eserista Nikolái Avkséntiev y algunos seguidores fueron arrestados por organizar una conspiración. Esta fue la primera vez que los bolcheviques usaron este tipo de represión contra un partido socialista. Isvéstiya dijo que el arresto no estaba relacionado con su pertenencia a la Asamblea Constituyente.
El 4 de enero de 1918, el VTsIK tomó una resolución diciendo que la consigna "todo el poder a la asamblea constituyente" era contrarrevolucionaria y equivalente a "abajo con los soviets".

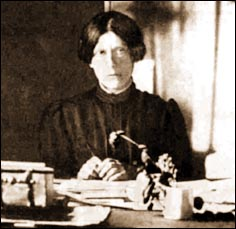
Mariya Spiridónova

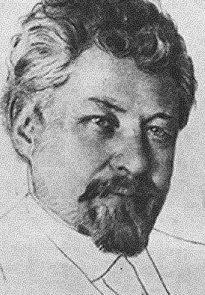
Víktor Chernov

La Asamblea Constituyente se reunió el 18 de enero de 1918. El derechista SR Chernov fue elegido presidente derrotando a la candidata apoyada por los bolcheviques, la izquierdista SR Mariya Spiridónova. La mayoría se negó a aceptar la soberanía del gobierno soviético, y en respuesta los bolcheviques y los eseristas de izquierda se retiraron. Fue dispersado por un guardia armado, el marinero Zheleznyakov. Una manifestación simultánea a favor de la Asamblea Constituyente se dispersó con fuerza, pero después hubo pocas protestas ya que la gente en general apoyaba a los bolcheviques.
La primera gran represión de la Cheka con algunos asesinatos comenzó contra los socialistas libertarios de Petrogrado a mediados de abril de 1918. El 1 de mayo de 1918, tuvo lugar en Moscú una batalla campal entre los anarquistas y la policía. (P.Avrich. G Maximoff)

### Sublevación de la Asamblea Constituyente
La Unión de Regeneración fue fundada en Moscú en abril de 1918 como una agencia clandestina que organizaba la resistencia democrática a la dictadura bolchevique, compuesta por los Socialistas Populares, los Socialistas Revolucionarios de Derecha y los Defensistas, entre otros. Se les encomendó la tarea de apoyar a las fuerzas antibolcheviques y crear un sistema estatal ruso basado en las libertades civiles, el patriotismo y la conciencia estatal con el objetivo de liberar al país del yugo "germano-bolchevique".
El 7 de mayo de 1918, el Octavo Consejo del Partido de los Socialistas Revolucionarios comenzó en Moscú y reconoció el papel dirigente de la Unión, dejando de lado la ideología y la clase política con el propósito de la salvación de Rusia. Decidieron iniciar un levantamiento contra los bolcheviques con el objetivo de volver a convocar la Asamblea Constituyente rusa. Mientras se realizaban los preparativos, las Legiones Checoslovacas derrocaron el dominio bolchevique en Siberia, los Urales y la región del Volga a finales de mayo y principios de junio de 1918, y el centro de la actividad de la RS se trasladó allí. El 8 de junio de 1918, cinco miembros de la Asamblea Constituyente formaron el Comité de Miembros de la Asamblea Constituyente (Komuch) en Samara y la declararon la nueva autoridad suprema del país. El Gobierno Provisional Social Revolucionario de la Siberia Autónoma llegó al poder el 29 de junio de 1918, después del levantamiento de Vladivostok.

## Desacuerdos de los SR de izquierda
Los eseristas de izquierda estaban consternados por el hecho de que el Tratado de Brest-Litovsk cediera grandes cantidades de territorio. Con la firma del Tratado de Brest-Litovsk por los bolcheviques el 3 de marzo de 1918, la dirección socialista revolucionaria "vio cada vez más" al gobierno bolchevique como un apoderado alemán. Dejaron el gobierno en protesta en marzo de 1918.

### Los mencheviques y los eseristas excluidos de los soviets
En el 5.º Congreso de los Soviets de toda Rusia, celebrado el 4 de julio de 1918, los socialistas-revolucionarios de izquierda tenían 352 delegados, en comparación con 745 bolcheviques de un total de 1132. Los eseristas de izquierda plantearon desacuerdos sobre la supresión de los partidos rivales, la pena de muerte y, principalmente, el Tratado de Brest-Litovsk. Los bolcheviques excluyeron a los eseristas y mencheviques de derecha del gobierno el 14 de junio por asociarse con los contrarrevolucionarios y tratar de "organizar ataques armados contra los obreros y campesinos" (aunque los mencheviques no los habían apoyado), mientras que los eseristas de izquierda abogaron por formar un gobierno de todos los partidos socialistas. Los eseristas de izquierda estuvieron de acuerdo con la ejecución extrajudicial de opositores políticos para detener la contrarrevolución, pero se opusieron a que el gobierno pronunciara legalmente sentencias de muerte, una posición inusual que se entiende mejor en el contexto del pasado terrorista del grupo. Los eseristas de izquierda se opusieron firmemente al Tratado de Brest-Litovsk, y se opusieron a la insistencia de Trotski de que nadie intentara atacar a las tropas alemanas en Ucrania.

## Levantamiento del SR de Izquierda
Derrotados en el Congreso, los eseristas de izquierda persiguieron su objetivo de sabotear el Tratado de Brest-Litovsk y arrastrar a la Rusia soviética de vuelta a la guerra con Alemania utilizando sus posiciones dentro de la Cheka para asesinar al embajador alemán en Moscú, el conde Wilhelm von Mirbach, el 6 de julio de 1918. La dirección de los eseristas de izquierda creía erróneamente que este asesinato conduciría a un levantamiento popular generalizado en apoyo de sus objetivos. Afirmaban estar liderando un levantamiento contra la paz con Alemania y no necesariamente contra los bolcheviques y el poder soviético.
La principal fuerza rebelde era un destacamento comandado por el marinero Dmitri Popov, un eserista de izquierda y miembro de la Cheka. Alrededor de 1.800 revolucionarios participaron en la insurrección, bombardearon el Kremlin con artillería y tomaron la central telefónica y la oficina de telégrafos. Durante los dos días que permanecieron en el poder, enviaron varios manifiestos, boletines y telegramas en nombre del Comité Central de Izquierda de la R.S.S. declarando que los R.S. de Izquierda habían tomado el poder y que su acción había sido bien recibida por todo el pueblo. El Quinto Congreso de los soviéticos ordenó al gobierno que reprimiera la insurrección de inmediato, y el grupo de R.S.Izquierda en el Congreso fue arrestado.
Las izquierdas y los anarquistas también iniciaron insurrecciones en Petrogrado, Vólogda, Arzamás, Múrom, Yaroslavl, Veliki Ústiug, Rýbinsk y otras ciudades. Un telegrama de la S. Izquierda. R. El Comité Central declaró que los R.S.I. de Izquierda habían tomado el poder en Moscú y fue enviado a Mijaíl Muraviov, un R.S.I. de Izquierda y Comandante del Frente Oriental (Primera Guerra Mundial). Con el pretexto de atacar a los alemanes, se apoderó de Simbirsk (más tarde Uliánovsk) y marchó con sus fuerzas a Moscú en apoyo de los revolucionarios.
El resultado del Levantamiento de la Izquierda Eslovaca fue la supresión de los eseristas de izquierda, el último gran partido independiente aparte de los bolcheviques, dejando a los bolcheviques como el único partido en el gobierno.
Los levantamientos posteriores incluyeron la Rebelión de Tambov, la Oposición Obrera y la rebelión de Kronstadt.

### Objetivos y eslóganes
Los socialistas revolucionarios tendían a afirmar que luchaban por restaurar la Revolución de Febrero. Algunos anarquistas usaron la consigna "Tercera Revolución". La consigna se utilizó más tarde también durante la rebelión de Kronstadt.

### Represión
Lenin envió los telegramas para "introducir el terror masivo" en Nizhni Nóvgorod en respuesta al levantamiento civil allí, y "aplastar" a los campesinos de Penza que protestaban contra la requisa de sus granos por parte de los destacamentos militares.
El Libro Negro del Comunismo: "Está bastante claro que se están haciendo preparativos para un levantamiento de la Guardia Blanca en Nizhni Novgorod", escribió Lenin en un telegrama el 9 de agosto de 1918 al presidente del Comité Ejecutivo del soviet de Nizhni Nóvgorod, en respuesta a un informe sobre protestas campesinas contra la requisa. "Su primera respuesta debe ser establecer una troika dictatorial (es decir, usted, Markin y otra persona) e introducir el terror masivo, disparando o deportando a los cientos de prostitutas que están causando que todos los soldados beban, todos los ex-oficiales, etc.". No hay tiempo que perder, hay que actuar con decisión, con represalias masivas. Ejecución inmediata para cualquiera que esté en posesión de un arma de fuego. Deportaciones masivas de mencheviques y otros elementos sospechosos". Al día siguiente Lenin envió un telegrama similar al Comité Ejecutivo Central de la Penza soviética:

Comrades! The kulak uprising in your five districts must be crushed without pity. The interests of the whole revolution demand such actions, for the final struggle with the kulaks has now begun. You must make an example of these people. (1) Hang (I mean hang publicly, so that people see it) at least 100 kulaks, rich bastards, and known bloodsuckers. (2) Publish their names. (3) Seize all their grain. (4) Single out the hostages per my instructions in yesterday's telegram. Do all this so that for miles around people see it all, understand it, tremble, and tell themselves that we are killing the bloodthirsty kulaks and that we will continue to do so. Reply saying you have received and carried out these instructions. Yours, Lenin.

P.S. Find tougher people.

### Intentos de asesinato

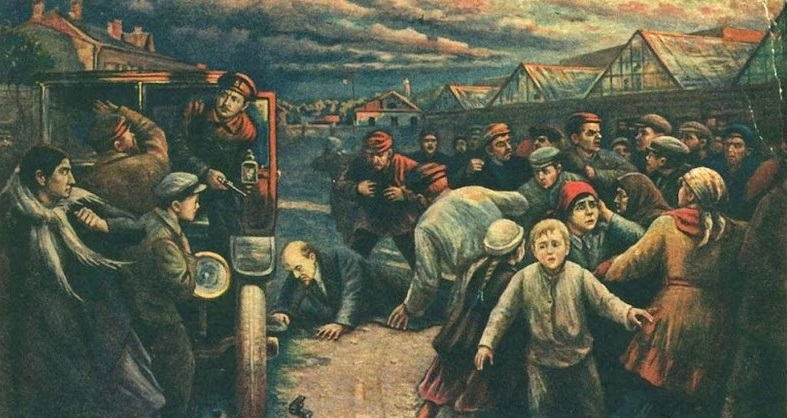
Intento de asesinato de Lenin por Vladímir Pchelin.

En la mañana del 30 de agosto de 1918, un revolucionario socialista Leonid Kannegisser, camarada de Borís Sávinkov, asesinó en su oficina al jefe de la Cheka en Petrogrado, Moiséi Uritski.
El 30 de agosto de 1918, Lenin sobrevivió a un intento de asesinato de Fanni Kaplán dejando una bala en su cuello. Esto contribuyó a los derrames cerebrales que le impidieron sacar a Stalin.
El 5 de septiembre de 1918, la Cheka dio la responsabilidad de atacar a los partidos opositores de izquierda, como los socialrevolucionarios y otros grupos antibolcheviques, principalmente los anarquistas, mediante la política del Terror Rojo.

### Restablecimiento de los mencheviques
En noviembre de 1918, se reunió el Sexto Congreso de los Soviets de Rusia. Aprobaron una amnistía, ordenando la liberación de los detenidos por la Cheka que no tenían cargos definitivos dentro de las dos semanas siguientes a su arresto, y de los rehenes, excepto los necesarios para garantizar los rehenes en poder de sus enemigos. También ofrecieron una rama de olivo a los otros partidos socialistas. La conferencia menchevique de octubre de 1918 había declarado el apoyo militar al gobierno soviético, pero aun así se oponía a la Cheka y al terror. El 30 de noviembre, el VTsIK anuló la exclusión de los mencheviques, excepto los que todavía estaban aliados con enemigos.

## Asamblea Constituyente y Ejércitos Blancos
El Comité de la Asamblea Constituyente de toda Rusia contó con el apoyo de las Legiones Checoslovacas y pudo extender su autoridad sobre gran parte de la región del Volga-Kama. Sin embargo, la mayoría de las regiones de Siberia y los Urales estaban controladas por un mosaico de gobiernos locales étnicos, cosacos, militares y de derecha liberal, que se enfrentaban constantemente con el Comité. El Comité funcionó hasta septiembre de 1918, llegando a contar con unos 90 miembros de la Asamblea Constituyente, cuando la Conferencia Estatal que representaba a todos los gobiernos locales antibolcheviques desde el Volga hasta el Océano Pacífico formó la coalición del Gobierno Provisional de toda Rusia (también conocido como Directorio Ufa) con el objetivo final de volver a convocar la Asamblea Constituyente una vez que las circunstancias lo permitieran:

2. In its activities the government will be unswervingly guided by the indisputable supreme rights of the Constituent Assembly. It will tirelessly ensure that the actions of all organs subordinate to the Provisional Government do not in any way tend to infringe the rights of the Constituent Assembly or hinder its resumption of work.
3. It will present an account of its activities to the Constituent Assembly as soon as the Constituent Assembly declares that it has resumed operation. It will subordinate itself unconditionally to the Constituent Assembly, as the only supreme authority in the country.

El Comité de la Asamblea Constituyente de toda Rusia continuó funcionando como "Congreso de Miembros de la Asamblea Constituyente", pero no tenía poder real, aunque el Directorio se comprometió a apoyarlo: 

All possible assistance to the Congress of Members of the Constituent Assembly, operating as a legal state organ, in its independent work of ensuring the relocation of members of the Constituent Assembly, hastening and preparing the resumption of activity by the Constituent Assembly in its present composition
Inicialmente, el acuerdo contó con el apoyo del Comité Central Socialista Revolucionario, que delegó dos de sus miembros derechistas, Avksentiev y Zenzinov, en los cinco miembros del Directorio Ufa. Sin embargo, cuando Victor Chernov llegó a Samara el 19 de septiembre de 1918, pudo persuadir al Comité Central de que retirara el apoyo del Directorio porque lo consideraba demasiado conservador y la presencia del RE allí insuficiente. Esto puso al Directorio en un vacío político y dos meses más tarde, en noviembre de 1918, el gobierno provisional menchevique y socialmente revolucionario de la Siberia autónoma fue derrocado en el golpe de estado militar. Kolchak había regresado a Omsk el 16 de noviembre de un viaje de inspección. Se le acercó y se negó a tomar el poder. El 18 de noviembre de 1918, el Directorio Ufa fue derrocado por oficiales derechistas que convirtieron a Alexander Kolchak en el nuevo Gobernante Supremo (Verkhovnyi Pravitel), y se ascendió a Almirante. El líder y los miembros del Directorio Socialista Revolucionario (SR) fueron arrestados el 18 de noviembre por una tropa de cosacos bajo el mando del atamán I. N. Krasilnikov. Los demás miembros del gabinete se reunieron y votaron por Kolchak para que se convirtiera en el jefe de gobierno con poderes dictatoriales. Los políticos del SR arrestados fueron expulsados de Siberia y terminaron en Europa. Después de la caída del Directorio Ufa, Chernov formuló lo que llamó el "tercer camino" contra los bolcheviques y el Movimiento Blanco de derecha liberal, pero los intentos de los eseristas de afirmarse como una fuerza independiente no tuvieron éxito y el partido, siempre díscolo, comenzó a desintegrarse. A la derecha, Avksentiev y Vladimir Zenzinov se fueron al extranjero con el permiso de Kolchak. En la izquierda, algunos eseristas se reconciliaron con los bolcheviques. Los líderes del SR en Rusia denunciaron a Kolchak y pidieron que lo mataran. Victor Chernov trató de organizar un levantamiento contra Kolchak. Sus actividades resultaron en el Levantamiento de Omsk el 22 de diciembre de 1918, que fue sofocado por los cosacos, que ejecutaron sumariamente a casi 500 revolucionarios.

### Los mencheviques y la República Democrática de Georgia

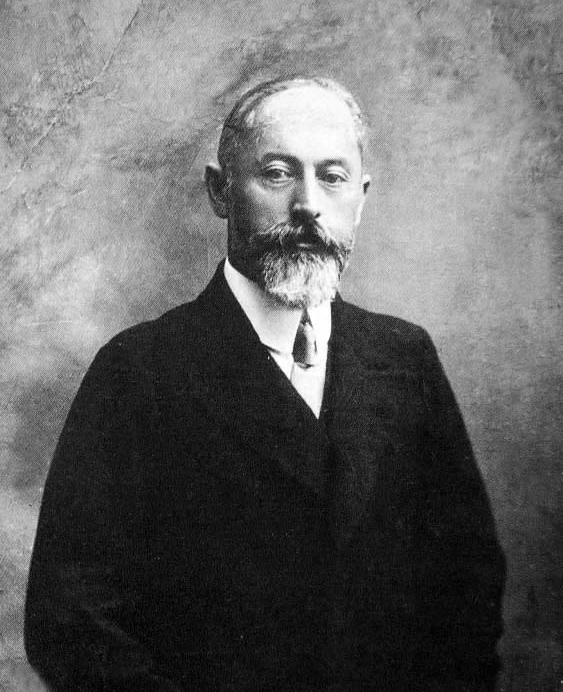
Noe Zhordania

Los mencheviques tomaron el poder en Georgia y en 1918 se proclamó la República Democrática de Georgia, con Noe Zhordania a la cabeza. El área fue sovietizada por la fuerza el 25 de febrero de 1921. Lenin recomendó "una política de concesiones en relación con la intelectualidad georgiana y los pequeños comerciantes" y "una coalición con Noe Zhordania o mencheviques georgianos similares". La mayoría de los líderes mencheviques huyeron a París.

### Restablecimiento de los SBs
En enero de 1919, el Comité Central del ERS decidió que los bolcheviques eran el menor de los dos males y abandonó la lucha armada contra ellos. Los eseristas iniciaron negociaciones con los bolcheviques y en febrero de 1919 el Ejército Popular de la República Eslovaca se unió al Ejército Rojo. El VTsIK resolvió el 25 de febrero de 1919 restablecer a los SR, excepto a aquellos que continuaron apoyando directa o indirectamente la contrarrevolución.

### Más represión
En Astracán, los huelguistas y soldados del Ejército Rojo que se unieron a ellos fueron cargados en barcazas y luego arrojados por centenares al Volga con piedras alrededor del cuello. Entre 2.000 y 4.000 fueron baleados o ahogados entre el 12 y el 14 de marzo de 1919. Además, la represión también se cobró la vida de entre 600 y 1.000 burgueses. Los documentos de archivo publicados recientemente indican que ésta fue la mayor masacre de trabajadores por parte de los bolcheviques antes de la represión de la rebelión de Kronstadt.
El 16 de marzo de 1919, la Cheka irrumpió en la fábrica de Putilov. Más de 900 trabajadores que fueron a la huelga fueron arrestados. Más de 200 de ellos fueron ejecutados sin juicio durante los siguientes días. Numerosas huelgas tuvieron lugar en la primavera de 1919 en las ciudades de Tula, Orel, Tver, Ivanovo y Astracán. Los trabajadores hambrientos trataban de obtener raciones de alimentos iguales a las de los soldados del Ejército Rojo. También exigieron la eliminación de los privilegios de los comunistas, la libertad de prensa y la celebración de elecciones libres. Todas las huelgas fueron reprimidas sin piedad por la Cheka mediante arrestos y ejecuciones.

### SR disuelto
Los bolcheviques dejaron que el Comité Central de la SR se restableciera en Moscú y comenzaron a publicar un periódico del partido en marzo de 1919. Después de la derrota del Ejército Blanco en Rusia, el partido intentó reorganizarse y retomar los contactos con sus organizaciones provinciales; a pesar de las numerosas peticiones de las secciones del partido en Rusia Oriental y de los miembros exiliados en Europa, el Comité Central se negó a emprender acciones armadas contra los bolcheviques, y también los apoyó en la guerra subsiguiente contra Polonia. Estas decisiones fueron confirmadas por el Consejo del Décimo Partido en 1920. A pesar de ello, Lenin acusó al partido de cooperar con las fuerzas contrarrevolucionarias y se detuvo a miembros del Comité Central del RE. Chernov fue encubierto y finalmente se vio obligado a huir de Rusia y el partido fue oficialmente prohibido en 1921, después del Décimo Congreso del Partido Comunista Ruso (bolchevique).

### Represión
Un informe típico de un departamento de la Cheka decía: "Provincia de Yaroslavl, 23 de junio de 1919. El levantamiento de los desertores en el Petropavlovskaya volost ha sido sofocado. Las familias de los desertores han sido tomadas como rehenes. Cuando empezamos a disparar a una persona de cada familia, los Verdes empezaron a salir del bosque y se rindieron. Treinta y cuatro desertores fueron fusilados como ejemplo".

### Ensayo sobre RE
Los miembros del Comité Central SR encarcelados fueron juzgados a partir del 8 de junio de 1922. El juicio fue el primero de los muchos juicios políticos contra la Rusia soviética y terminó con doce sentencias de muerte y varios años de trabajos forzados. 
Las sentencias de muerte fueron suspendidas temporalmente por el gobierno, a pesar de las peticiones de Lenin de proceder con las ejecuciones inmediatamente.

## Otras revueltas
La primera gran acción de CHEKA contra supuestos anarquistas en la que murieron personas fue a mediados de abril de 1918 en Petrogrado. Luego, a finales de abril y principios de mayo, se lanzaron ataques coordinados de CHEKIST contra supuestos anarquistas tanto en Petrogrado como en Moscú. Estos ataques violentos sin previo aviso de los bolcheviques forzaron a los anarquistas a la clandestinidad y provocaron medidas de represalia por su parte en defensa propia. Los anarquistas de Rostov, Ekaterinoslav y Briansk irrumpieron en las cárceles para liberar a los prisioneros y emitieron ardientes proclamas en las que llamaban al pueblo a rebelarse contra el régimen bolchevique. Los Destacamentos de Batalla Anarquistas atacaron a los Blancos, Rojos y Alemanes por igual. Muchos campesinos se unieron a la revuelta, atacando a sus enemigos con horcas y hoces. Mientras tanto, en Moscú, los Anarquistas Subterráneos fueron formados por Kazimir Kovalevich y Piotr Sobolev para ser las tropas de choque de su revolución, infiltrándose en las filas bolcheviques y atacando cuando menos se esperaba. El 25 de septiembre de 1919, los anarquistas del subsuelo golpearon a los bolcheviques con "su golpe más fuerte contra los'opresores'". El cuartel general del Comité de Moscú del Partido Comunista fue volado, matando a 12 e hiriendo a 55 miembros del Partido, entre ellos Nikolai Bujarin y Emilian Iaroslavskii. Animados por su aparente éxito, los Anarquistas Subterráneos proclamaron una nueva "era de dinamita" que finalmente acabaría con el capitalismo y el Estado. Los bolcheviques respondieron iniciando una nueva ola de represión masiva en la que Kovalevich y Sobolev fueron los primeros en ser fusilados. Los restantes Anarquistas Subterráneos se volaron a sí mismos en su última batalla contra la Cheka, llevándose consigo gran parte de su refugio.

### Más represión
Sin embargo, las huelgas continuaron. En enero de 1920, Lenin envió un telegrama a Izhevsk diciendo: "Me sorprende que te tomes el asunto tan a la ligera y no estés ejecutando inmediatamente a un gran número de huelguistas por el delito de sabotaje".
En junio de 1920, las trabajadoras de Tula que se negaron a trabajar el domingo fueron arrestadas y enviadas a campos de trabajo.

### Oposición obrera

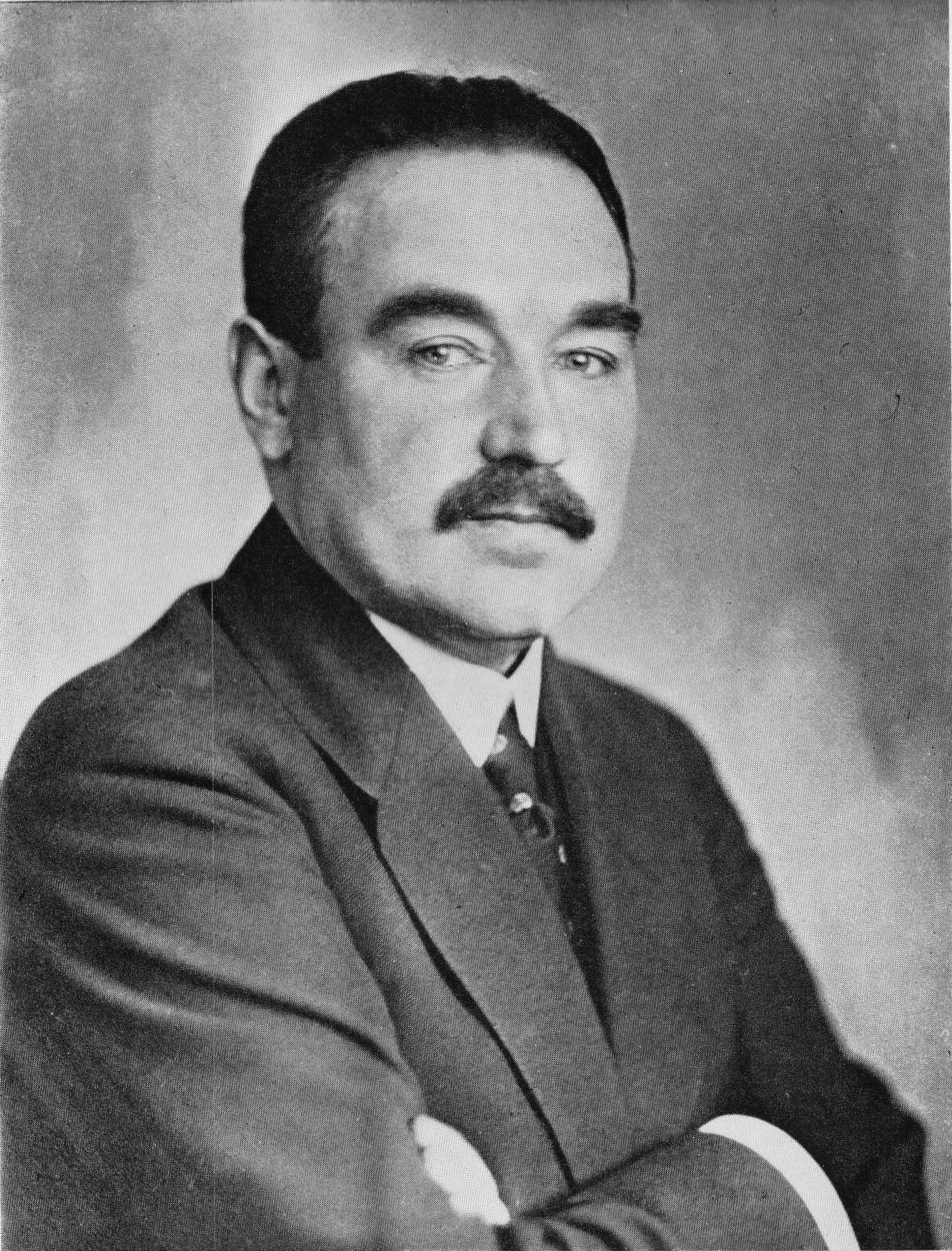
Alexander Shlyapnikov

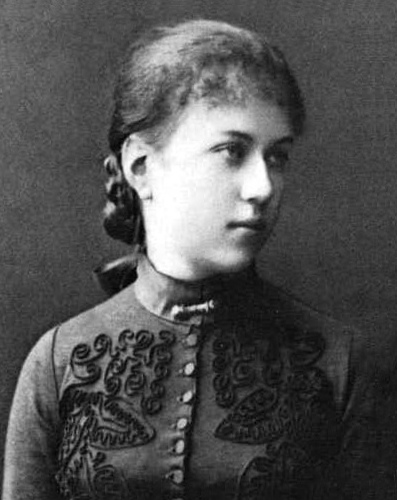
Alexandra Kollontai

Alexandra Kollontai se convirtió cada vez más en una crítica interna del Partido Comunista y se unió a su amigo, Alexander Shlyapnikov, para formar una facción izquierdista del partido que se conoció como la Oposición Obrera. La Oposición Obrera tenía algunas demandas similares a algunas de las rebeliones, pero apoyaba al gobierno y discutía pacíficamente dentro de él en lugar de recurrir a levantamientos violentos. En su lugar, la Oposición Obrera apoyó enérgicamente el aplastamiento de estas rebeliones, incluyendo la participación voluntaria de representantes del gobierno para participar en el aplastamiento de la Rebelión de Kronstadt. Después de la rebelión de Kronstadt, Lenin argumentó que el partido necesitaba unidad en ese momento porque sus enemigos estaban tratando de explotar la desunión. La Oposición Obrera y otras facciones fueron disueltas, pero los líderes de las dos facciones principales, Oposición Obrera y Centralistas Democráticos, fueron incluidos en la nueva dirección.

### Revuelta de Tiumén
En enero de 1921, estalló el mayor levantamiento en Rusia desde la guerra civil. Los insurgentes bloquearon el ferrocarril, ocuparon Tobolsk, Surgut, Berezovo y Salekhard, irrumpieron en Ishim y se acercaron a cuatro kilómetros de Tiumén. Ambos bandos libraron una batalla de salvajismo sin precedentes. Las unidades regulares del Ejército Rojo que utilizaban trenes blindados, buques de guerra y otros medios participaron en la represión del levantamiento, que finalmente no fue aplastado hasta 1922.

### Ejército Revolucionario Insurreccional (Anarquista)

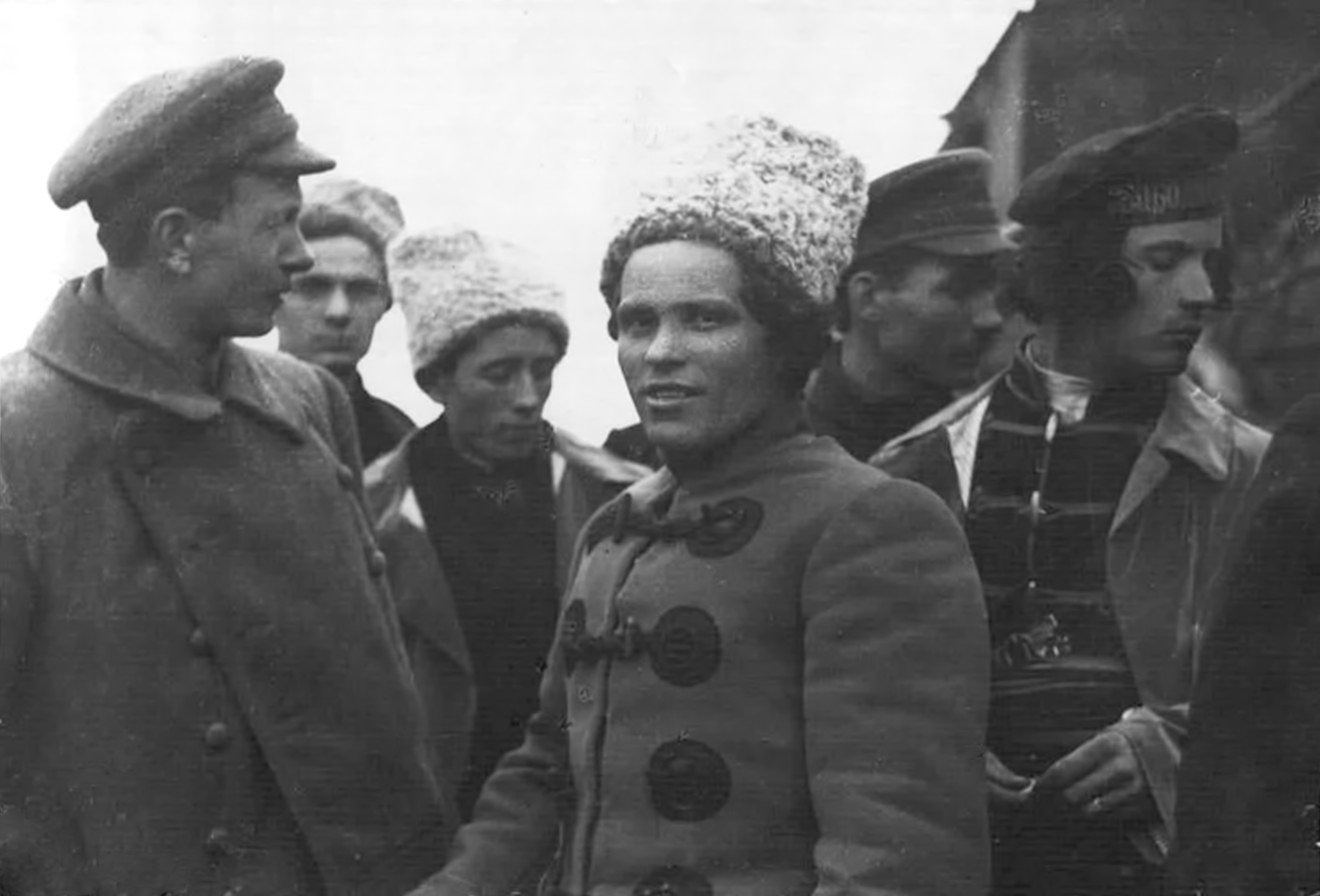
Simon Karetnik, Batko Makhno y Fedir Szczus (Fedor Shchus)

El Ejército Revolucionario Insurreccional de Ucrania o Ejército Negro Anarquista dirigido por el anarquista y exlíder del Ejército Rojo Néstor Makhno tomó el control de la mayor parte del sur de Ucrania y Crimea después de su abandono por las tropas del Ejército Rojo en 1919. Las fuerzas de Makhno lucharon del lado de los bolcheviques y jugaron un papel importante en la eventual derrota de los Ejércitos Blancos. Sin embargo, estaban en desacuerdo con la visión bolchevique de un movimiento político unitario dominado por los bolcheviques. Ocasionalmente, las tropas del Ejército Negro de Makhno lucharon contra las fuerzas del Ejército Rojo, a las que los anarquistas ucranianos habían visto con desconfianza después de las incursiones de los chekistas y del Ejército Rojo en centros anarquistas, incluyendo arrestos, detenciones y ejecuciones que comenzaron en mayo de 1918.
Por su parte, Makhno se pronunció a favor de "soviets obrero-campesinos libres" independientes del control centralizado de Moscú. Makhno, un anarquista rural, veía a los bolcheviques como dictadores urbanos fuera de contacto con el pueblo, oponiéndose a la "Cheka[policía secreta]" controlada por los bolcheviques... e instituciones similares obligatorias, autoritativas y disciplinarias". Pidió "la libertad de expresión, de prensa, de reunión, de sindicatos y similares". En la práctica, el Ejército Anarquista Negro de Makhno, el Consejo Militar Revolucionario Anarquista y el brazo político de los anarquistas ucranianos, el Congreso de la Confederación de Grupos Anarquistas (NABAT), formaron un gobierno general sobre el área que controlaban, aunque permitieron la creación de comités autónomos locales de campesinos autogobernados. Al igual que el Ejército Rojo, utilizaron el reclutamiento forzoso y las ejecuciones sumarias, aunque como movimiento ucraniano nativo relativamente popular, estas medidas no se utilizaron a la misma escala que la del Ejército Rojo Bolchevique. En las zonas bajo su control militar, el Consejo Militar Anarquista Revolucionario y Militar prohibió todos los partidos de la oposición (, 119) y, al igual que los bolcheviques, recurrió a dos fuerzas de contrainteligencia de la policía secreta: la Razedka y la Kommissiya Protivmakhnovskikh Del.
Algunos miembros de los Comités Centrales Bolcheviques consideraron permitir un área independiente para el experimento libertario de Makhno, una idea a la que se oponían ferozmente Lenin y León Trotski, Comisario de Guerra del Ejército Rojo. Después de cada repulsa exitosa de las fuerzas del Ejército Blanco, Trotski ordenó nuevos ataques contra Makhno y el Ejército Negro Anarquista, deteniéndose sólo cuando las fuerzas blancas amenazaron con derrotar de nuevo al Ejército Rojo en el campo. Siguiendo instrucciones de Moscú, la Cheka envió dos agentes para asesinar a Makhno en 1920. Tras el repudio de dos alianzas militares y la derrota final del general blanco Wrangel en Crimea, Trotski ordenó las ejecuciones masivas de simpatizantes makhnovistas, seguidas de la liquidación de muchos de los comandantes subordinados de Makhno y de todo el personal de su cuartel general en una "conferencia de planificación conjunta" en noviembre de 1920. Para agosto de 1921, Makhno y el resto del Ejército Negro Anarquista habían sido forzados al exilio.

### Revueltas contra la requisa de granos
Los eseristas estaban entre los principales líderes de los levantamientos de la rebelión de Tambov y la rebelión de Kronstadt de 1921. Las protestas contra la requisa de granos por parte del campesinado fueron un componente importante de estos levantamientos y el Nuevo Programa Económico de Lenin fue introducido como una concesión.

### Rebelión de Kronstadt
La rebelión de Kronstadt fue dirigida por el (, 95) social-revolucionario Stepan Petrichenko. Inició el cambio de una protesta a una rebelión abierta difundiendo un falso rumor de que los bolcheviques venían a arrestar a todo el mundo (, 85). Los rebeldes pidieron elecciones libres a los consejos regionales (soviets) y el fin de la requisa de granos.

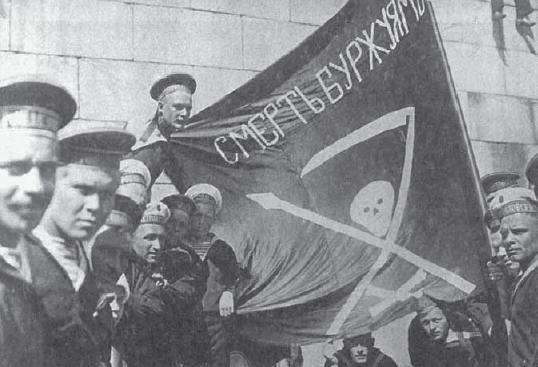
Marineros del acorazado Petropavlovsk en Helsinki; la bandera negra llama a "la muerte de la burguesía".

A pesar de las protestas de conocidos anarquistas como Emma Goldman y Alexander Berkman, la revuelta fue reprimida por los bolcheviques.

### Numerosas rebeliones menores
Numerosos ataques y asesinatos ocurrieron con frecuencia hasta que estas rebeliones finalmente se agotaron en 1922. Los anarquistas participaron en casi todos los ataques organizados por el ERS de Izquierda y llevaron a cabo muchos de ellos por iniciativa propia. Las figuras más célebres de estas rebeliones, Lev Chernyi y Fanya Baron eran ambos anarquistas.

### Resultados
El resultado final de estas rebeliones fue la supresión de los partidos socialistas y anarquistas rivales, y las concesiones económicas de los bolcheviques con la Nueva Política Económica.
El menchevismo fue reprimido después del levantamiento de Kronstadt y la sovietización forzosa de la Georgia menchevique. Varios mencheviques prominentes emigraron después. Julius Martov, que sufría de mala salud en ese momento, fue a la República de Weimar.
Los eseristas de izquierda colapsaron como partido en 1922 y existieron como pequeñas células hasta 1925.

## Reclamaciones posteriores
Durante los Juicios de Moscú en 1937, se afirmó que León Trotski, Lev Kámenev y Grigori Zinóviev estaban involucrados en el levantamiento de la izquierda SR.
Iurii Georgievich Fel'shtinskii afirmó que el levantamiento de la SR de Izquierda fue organizado por los bolcheviques como pretexto para desacreditar a los SR de Izquierda. L. M. Ovrutskii y Anatolii Izrailevich Razgon realizaron investigaciones para refutar esta afirmación.